# Xã Hendrickson, Quận Hubbard, Minnesota
Xã Hendrickson (tiếng Anh: Hendrickson Township) là một xã thuộc quận Hubbard, tiểu bang Minnesota, Hoa Kỳ. Năm 2010, dân số của xã này là 314 người.